# Cometes pojuca
Cometes pojuca är en skalbaggsart som först beskrevs av Martins och Maria Helena M. Galileo 2001.  Cometes pojuca ingår i släktet Cometes och familjen långhorningar. Inga underarter finns listade i Catalogue of Life.